# Conjunt de cases de Joan Llenas
El Conjunt de cases de Joan Llenas és una obra modernista de Sabadell (Vallès Occidental) protegida com a Bé Cultural d'Interès Local.

## Descripció
Habitatge unifamiliar d'un sol cos situat al pre-eixample de la Rambla de Sabadell. Està format per planta baixa, pis i golfes. La planificació original del parament dels murs ha estat modificada a la zona de la planta baixa: primer es va obrir un gran portal i després es va construir una porta d'accés d'arc de mig punt amb finestres laterals. Només resta l'ornamentació del pis i golfes, on es pot apreciar la utilització d'elements modernistes en l'acabament de la façana. Aquest presenta un joc de línies ondulants amb decoració de garlandes amb motius vegetals. A la zona de la balconada s'ha concentrat una decoració de tipus neobarroca amb columnes adossades al lloc dels brancals que sostenen la llinda de les finestres decorades amb motius florals en alt relleu.

## Història
La façana i l'estructura de l'antic habitatge ha estat modificada greument a la zona de la planta baixa. Més endavant, l'edifici s'utilitzà com a magatzem (planta) i despatx (pisos superiors). Actualment la planta baixa presenta una porta d'accés i dues finestres.